# Karragentång
Karragentång (Chondrus crispus), även känd som pärlmossa och brosktång, är en rödalg i ordningen Gigartinales. Bålen är läder- eller broskartad och kan bli 20 cm hög. Bålen är gaffelförgrenad. Färgen varierar från rött till blått men kan blekas i solljus.

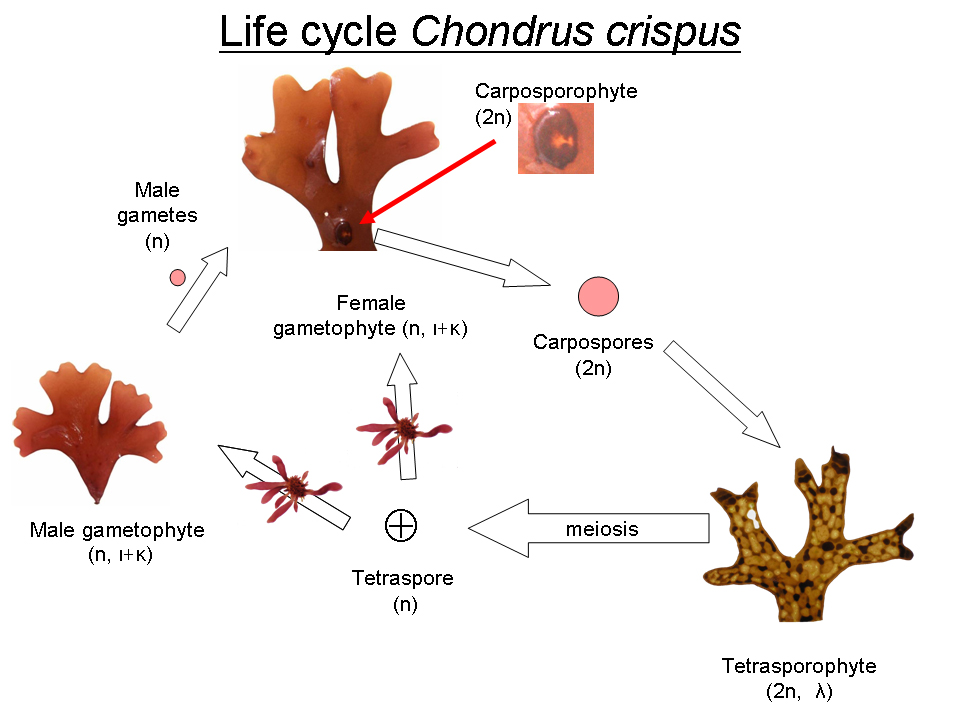
generationsväxling.

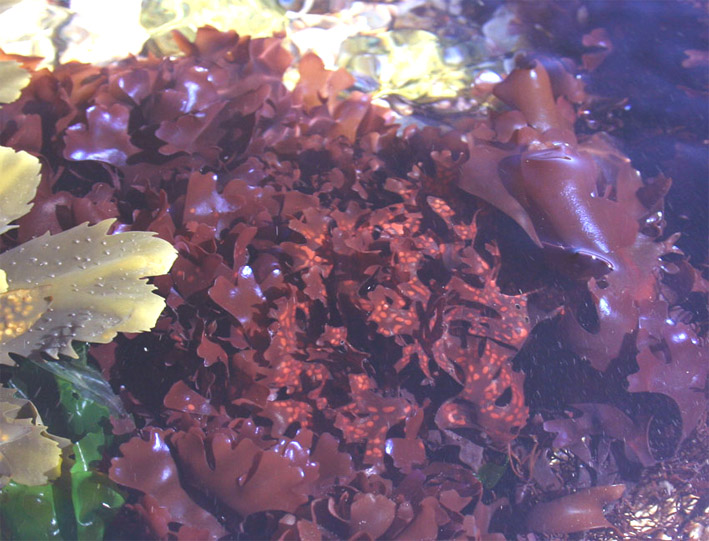
Karragentång.

Såsom flertalet rödalger har Chondrus crispus generationsväxling med dubbla diploida generationer (karposporofyt och tetrasporofyt). Tetrasporopfyten och den haploida gametofyten har liknande utseende när de saknar reproduktiva strukturer. Gametofyten kan ibland identifieras med hjälp av en blå irisering.
Karragentången växer längs svenska kusten främst vid vattenlinjen, men kan generellt växa ner till 24 meters djup. Algen växer längs kusterna i Europa och Nordamerika, från New Jersey i väster till Spanien i öster. Algen finns söderut till Kap Verde. För Sveriges del, finns karragentången längs västkusten ner till Öresund.
Även om karragentång även kallas pärlmossa (jmf engelskans Irish moss), så är den inte släkt med mossor utan tillhör divisionen rödalger.
Karragentång används utomlands för att utvinna förtjockningsmedlet karragenan (E407) som används i till exempel glass. Chondrus crispus är jämfört med andra makroalger väl studerad vetenskapligt. Exempelvis är dess genom sekvenserat.